# عليرضا (مقاطعة دلفان)
عليرضا (بالفارسية: علیرضا) هي قرية تقع في قسم ايتيوند الجنوبي الريفي (مقاطعة دلفان) في إيران.